# Thomas Binkley
Thomas Binkley (Cleveland, 26 dicembre 1931 – Bloomington, 28 aprile 1995) è stato un liutista statunitense, nonché musicologo.

## Biografia
Compiuti gli studi musicali negli Stati Uniti, si trasferì in Europa dove a Monaco di Baviera nel 1959 fondò, assieme al mezzosoprano Andrea von Ramm e al tenore Nigel Rogers, l'ensemble musicale Studio der Fruehen Musik, risultato poi essere uno dei più importanti gruppi nell'esecuzione di musica medioevale, e rinascimentale. Dal 1973 al 1977 fu membro, come esecutore e docente di liutista, della Schola Cantorum Basiliensis di Basilea. Successivamente, tornato in patria, insegnò alla Stanford University, sita nei pressi di San Francisco, per due anni. Nel 1979 fondò l'Early Music Institute di cui fu direttore fino alla morte avvenuta, a seguito di un tumore, nel 1995. Nel corso della sua attività artistica incise numerosi dischi nel repertorio della musica medioevale e rinascimentale.
L'Early Music Institute è un ente pressoché unico nello studio dell'esecuzione storica delle partiture di musica antica, ed il merito va ascritto a Thomas Binkley che di esso fu il fondatore e l'animatore fino alla sua morte. Binkley fu un interprete eccezionale della monodia medioevale. Anche la sua attività didattica è stata molto preziosa per gli insegnamenti che ha saputo trasfondere in intere generazioni di interpreti.
L'Istituto ha continuato ad esistere anche dopo la morte di Binkley grazie al Thomas Binkley Scholarship Fund che è stato creato in sua memoria per proseguire la sua attività.